# Dirk de Vroome
Dirk de Vroome (Amsterdam, 6 november 1925 – Roermond, 9 mei 1986) was een Nederlands actievoerder. Zijn bijnaam was de Rooie Reus. De Vroome nam het op voor mensen die in zijn ogen het slachtoffer waren van onrecht. Meestal verscheen hij in een rode toga voor de rechtbank als hij iemand verdedigde.

## Biografie
Dirk de Vroome werd geboren als zoon van een stoker op een viskotter. Hij was in de crisisjaren dertig in Amsterdam opgegroeid in armoede. In de Tweede Wereldoorlog was De Vroome als vrijwilliger korte tijd in opleiding bij de Waffen-SS.
Eenmaal volwassen vond hij een baan bij de Hoogovens. Hij werd echter ontslagen nadat hij zijn chef zou hebben aangevallen. Later trok hij met zijn gezin naar Limburg, waar hij werkzaam was als koelmonteur. Ook hier werd hij echter ontslagen, waarna hij een eigen koelbedrijf oprichtte genaamd LSD, een afkorting voor Limburgse Service Dienst. Dirk de Vroome was gezegend met echte Amsterdamse humor getuige de reclame slogan voor zijn bedrijf "LSD de kick voor uw apparaat."
Inmiddels was hij politiek actief voor de PSP. Hij runde voor deze partij een sociaal adviesbureau, waar mensen terechtkonden met vragen over bijvoorbeeld huren, uitkeringen en belastingen. Met een aantal anderen vormde hij de Rooie Reuzen. De naam was geïnspireerd door het wasmiddel Witte Reus (dat alle vuil wit wast). De Vroome bracht tientallen zaken voor de rechter, vooral van mensen die problemen kregen met overheden en instellingen. Hij droeg hierbij een rode toog, om aan te geven dat zijn juridische strijd ook een politieke strijd was. De Vroome was niet juridisch geschoold, maar had zichzelf wegwijs gemaakt in het juridische raadswerk. Zijn juridische strijd ging vaak gepaard met ludieke acties, die de aandacht trokken van het publiek en media.
Een belangrijk strijdmiddel van De Vroome was zijn gevoel voor humor. In talloze vermommingen wist hij hooggeplaatste ambtsdienaren voor de gek te houden. Zo maakte hij als kledingverkoper Cohen de leiding van vliegbasis Volkel wijs dat hij honderd luchtmachtuniformen had verkocht aan 'langharig tuig', waarna de militairen de opdracht kregen elkaar te controleren en achttien kilometer file ontstond. Als mr. Dubois van het door hem verzonnen Noord-Hollandse Perscentrum verstoorde hij een toespraak van NAVO-secretaris-generaal Joseph Luns. Als de Zweedse generaal Hölgerstum speldde hij de burgemeester van Brunssum een hondenpenning op.
In de jaren tachtig sloot hij zich aan bij de SP. Hij stond kandidaat bij de Statenverkiezingen van 1982 in Limburg, en voerde in 1984 campagne voor het Europees Parlement. In 1996, tien jaar na zijn overlijden, besloot de SP De Vroome te eren met de naar hem genoemde Rooie Reus-Prijs. Deze wordt tweejaarlijks uitgereikt aan mensen die zich net als De Vroome inzetten voor behoud van solidariteit en tegen maatschappelijk onrecht.

## Foto's

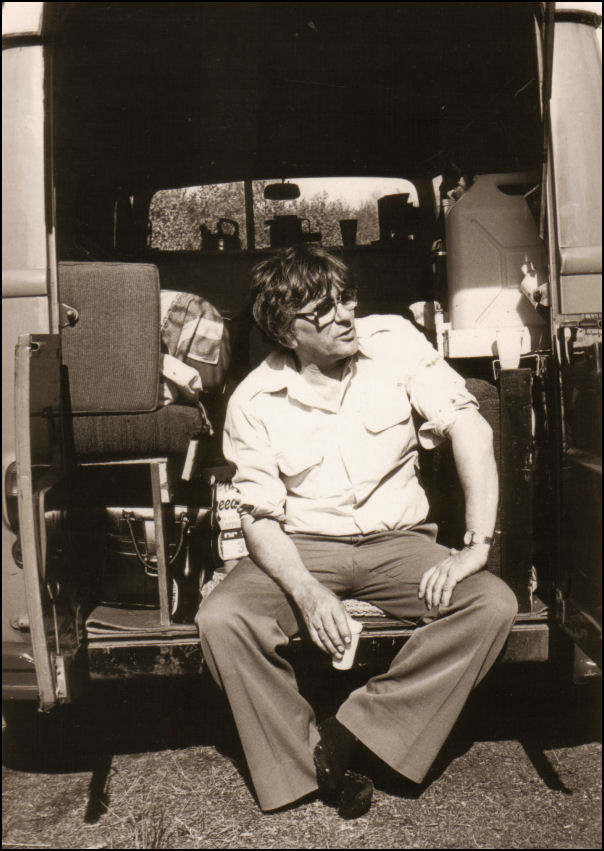
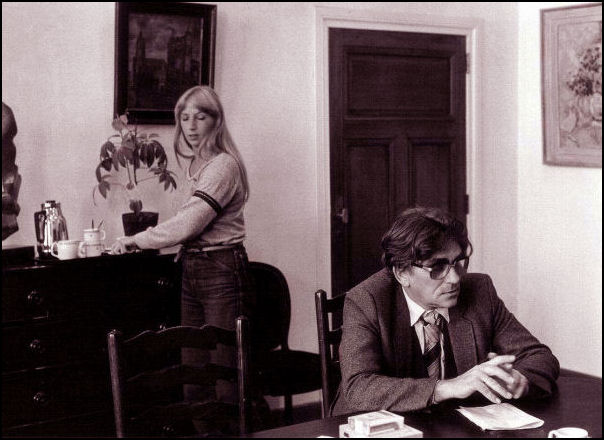
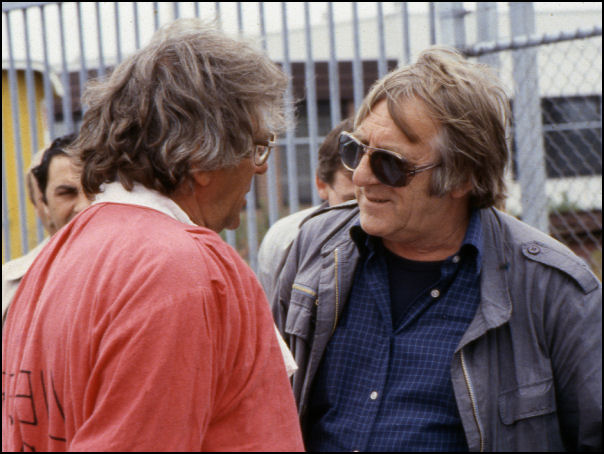
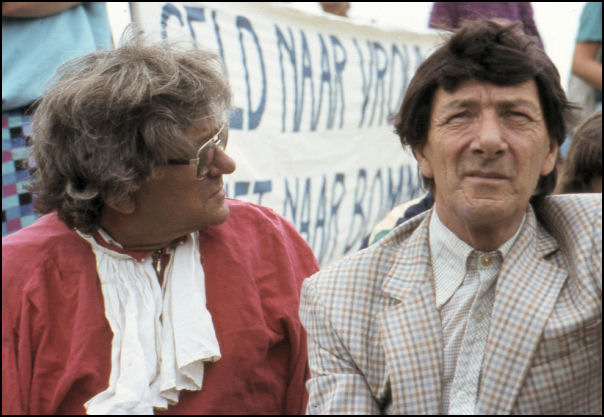
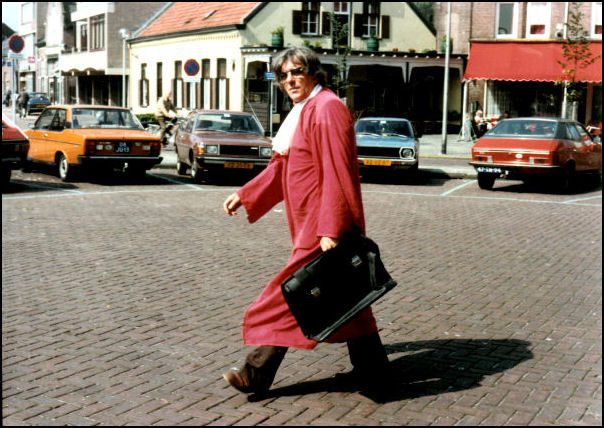